# Исмаил Абилов
Исмаил Абилов е български състезател по борба свободен стил.

## Биография
Роден е на 2 януари 1951 г. в село Лопушна, Провадийско. От малък започва да тренира борба свободен стил. Състезава се за СК „Славия“ (София). Развитието ме е трудно и с проблеми. След първия си успех на европейското първенство за младежи, където е първи (1972), на летните олимпийски игри в Монреал през 1976 г. завършва пети в своята категория до 82 кг. На световното първенствто в Лозана получава тежки травми и прекратява участието си след първия кръг (1977). Лечението продължава две години.
На летните олимпийски игри в Москва през 1980 г. се завръща и печели златен медал.
Двукратен сребърен медалист от световни първенства (1974, 1975) и бронзов медалист (1973). Трикратен европейски шампион от Лудвигсхафен (1975), Бурса (1977), Приевидза (1980) и сребърен медалист от Ленинград (1976). Носител е на златния пояс „Дан Колов“ през 1975 г.
След края на състезателната си кариера е треньор по борба. Работи и като треньор на националния отбор по борба свободен стил на Турция. През 1989 г. семейството му се преселва в Турция и живее в югоизточната ни съседка.
Награден с Почетен плакет на Министерство на физическото възпитание и спорта (2011). Почетен гражданин на град Дългопол (2009).